# Adversae res admonent religionem
 Adversae res admonent religionem лат. (изговор: адверсе рес адмонент религионем). Несрећа подсећа на вјеру. (Тит Ливије)

## Поријекло изреке
Изреку је изрекао, један од највећих  римских историчара у смјени нове и старе ере, Тит Ливије.

## Тумачење
Изрека подсјећа на истину да се човјек тек у невољи сјети Бога и упућује му молитву.